# Avni Rustemi
Avni Rustemi (alb. Avni Rustemi; Libohova, Đirokastra, Osmansko carstvo 1895 — Tirana, Albanija 22. 4. 1924) je bio ubica Esad-paše Toptanija, vođa revolucionarno buržoaskog pokreta Baškimi i opozicioni poslanik u parlamentu Albanije.

## Ubistvo Esad-paše Toptanija
Avni Rustemi je 13. juna 1920. ispred hotela Kontinental u Parizu, ubio Esad-pašu Toptanija kada se on zaputio u Albaniju da preuzme presto i vlast pošto je u Parizu proglašen kraljem Albanije. Ovo ubistvo su određene političke grupe u Albaniji smatrale herojskim činom istorijske buržoaske revolucije kojom se prekida feudalna tradicija Albanije. Albanija posle ovog ubistva upada u anarhiju čija je posledica smrt više od deset hiljada stanovnika Albanije od gladi i bolesti samo tokom 1920. godine.

## Smrt
Avni Rustemi je ubijen ispred zgrade parlamenta u Tirani 1924. godine po nalogu Zoga I od Albanije. Posmrtno je proglašen narodnim herojem. U centralnom delu Tirane, na kružnoj raskrsnici pored pijace je postavljena njegova bista.

## Spoljašnji izvori
- The Albanians: a modern history, Miranda Vickers.